# Leptodactylodon bueanus
Leptodactylodon bueanus är en groddjursart som beskrevs av Jean-Louis Amiet 1981. Leptodactylodon bueanus ingår i släktet Leptodactylodon och familjen Arthroleptidae. IUCN kategoriserar arten globalt som sårbar. Inga underarter finns listade i Catalogue of Life.